# Dicata odhneri
Dicata odhneri is een slakkensoort uit de familie van de Facelinidae. De wetenschappelijke naam van de soort is voor het eerst geldig gepubliceerd in 1967 door Schmekel.